# Szklarska Poręba
Szklarska Poręba (česky Sklářská Poruba, německy Schreiberhau) je rekreační, sportovní a turistické středisko, město na rozhraní Jizerských hor (Góry Izerskie) a Krkonoš (Karkonosze) v jihozápadním Polsku, v Dolnoslezském vojvodství, 6 km od bývalého hraničního přechodu do Česka Jakuszyce/Harrachov. Železniční spojení s Českem (Harrachovem) bylo obnoveno po rekonstrukci železniční tratě v srpnu roku 2010.
Vznik Szklarske Poręby se datuje k roku 1366, kdy byla připomínána jako sklářská osada patřící k Českému království. V roce 1742 spadla spolu s celým Slezskem Prusku, po roce 1945 Polsku. Městská práva získala roku 1959.
Od roku 1617 zde sklářský rod Preisslerů provozoval sklářskou huť. Ta se brzy stala nejlepší ve Slezsku. Roku 1702 přibyla další. Zanikly pro nedostatek dřeva kolem roku 1752. Dodnes se zachovalo několik hutí, které ale vznikly až v 19. století (Leśna Huta, Huta Julia).
Od 19. století je vyhledávaným klimatickým místem s podmínkami srovnatelnými s Alpami ve výškách kolem 1200 m. Dělí se na osady Szklarska Poręba Dolna, Średnia a Górna, která je nejrozlehlejší. Sousedí s obcemi (gminy) Mirsk, Piechowice a Stara Kamienica a s Českou republikou. Ve městě žije přibližně 5 900 obyvatel.

## Poloha, přírodní podmínky

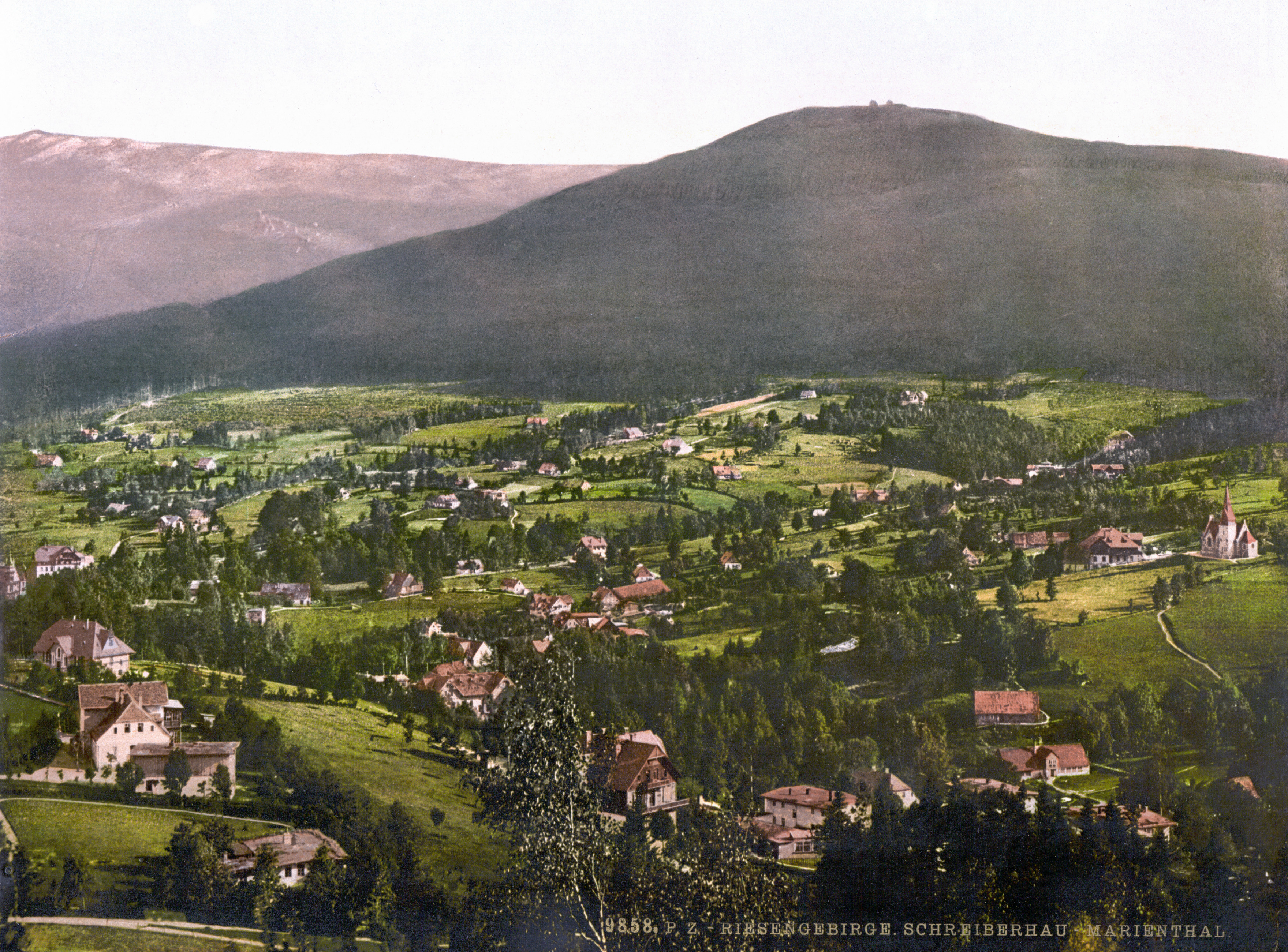
Letecký snímek města

Město leží na 50° 50' s.š. a 15° 32' v.d. v nadmořské výšce od 440 do 886 m. Nachází se v údolí řeky Kamienna a jejích přítoků (Kamieńczyka a Szklarky). Na jihu se zvedají Krkonoše (Karkonosze) s dominujícím vrchem Szrenica (1362 m), k západu Jizerské hory (Góry Izerskie) s Vysokým Kamenem (Wysoki Kamień, 1058 m) a Černou horou (Czarna Kopa, 965 m). Od východu zasahující výběžky podhůří Krkonoš (Przedgórze Karkonosze) je oddělují od Jelenohorské kotliny (Kotlina jeleniogórska). Většinu katastru města (75,42 km2) pokrývají lesy (80 %), orné půdy je asi 6 %, zastavěná plocha 12,01 %.

## Význam města
Původní zaměstnání obyvatel bylo sklářství a dřevorubectví, od 19. století je hlavní turistika.
Szklarska Poręba je největší a nejstarší rekreační klimatické středisko v Dolním Slezsku. Má vybudovanou dobrou infrastrukturu ubytovacích kapacit – hotelů, penzionátů a horských chat, je zde i několik sanatorií. Mohou pojmout zhruba 10 000 návštěvníků najednou. V létě tu lze podnikat pěší túry do okolních hor s různou náročností, v zimě se stává Szklarska Poręba střediskem zimních sportů. Poblíž města je vybudována řada lyžařských běžeckých tratí i sjezdovek. Jejich centrum se nalézá pod horou Szrenica.

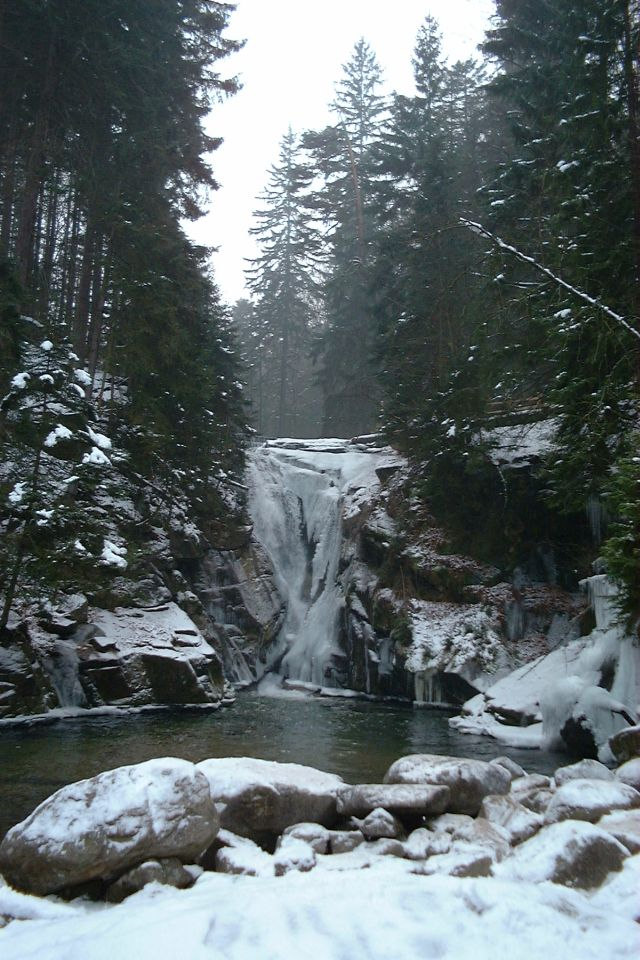
Vodopád Szklarki

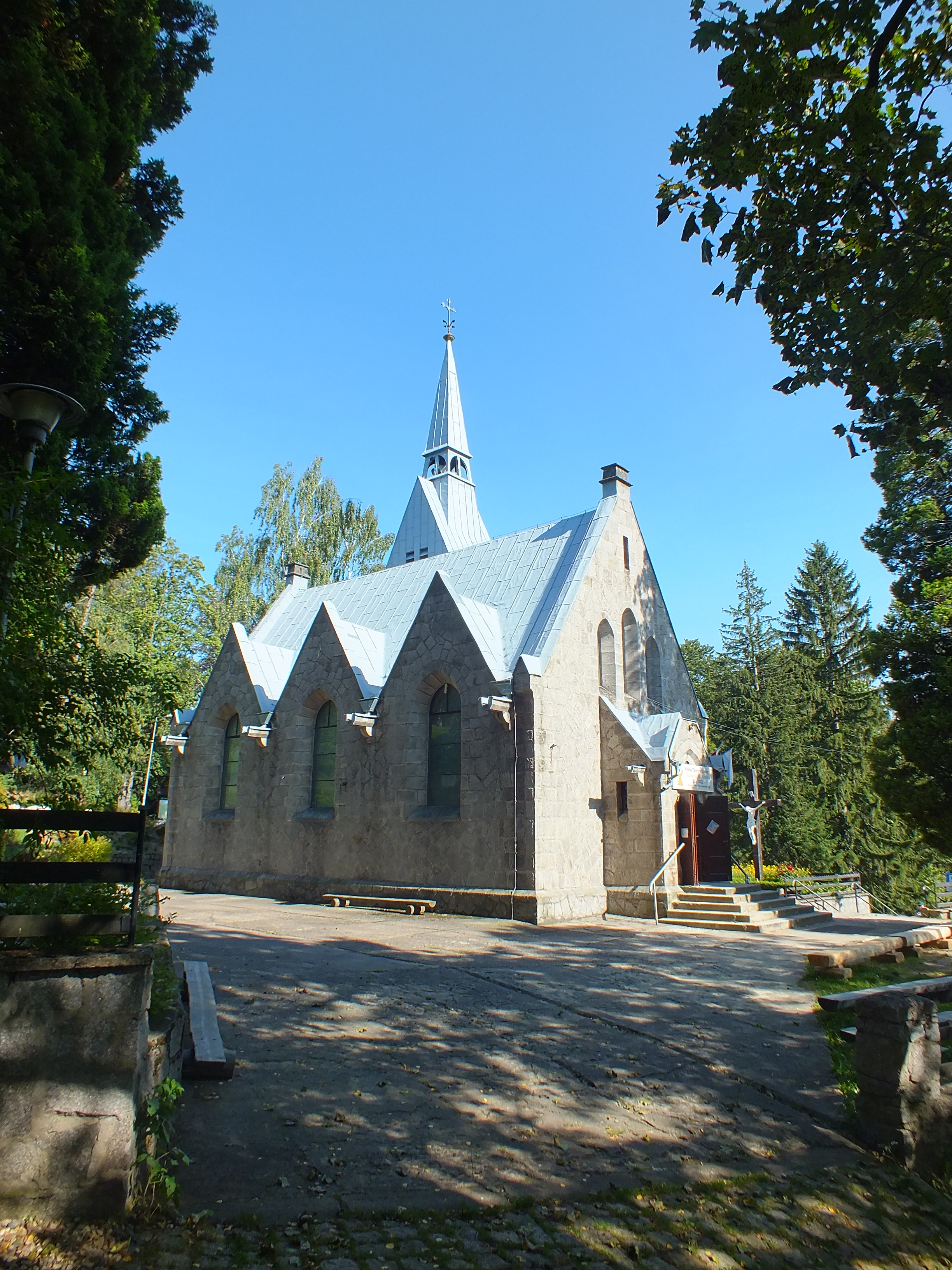
Kostel svatého Maxmiliána Kolbe

Na Szrenicu (1362 m) vede sedačkový výtah. Turisté mohou navštívit na svých procházkách blízké okolí
- Zakręt Śmierci (Zatáčka smrti) asi 3 km po silnici směrem na Świeradów Zdrój – krásný výhled na Jelenohorskou kotlinu v nebezpečné ostré zatáčce nad strmou propastí
- vodopád a roklina Kamieńczyk (výška 27 m) – asi 40 až 50 minut chůze
- průrva říček Kamienna a Czarny Topiel – přístup po levém břehu Kamienné
- muzeum skla v huti Julia na jihozápadním okraji města směrem k hraničnímu přechodu, huť a brusírna skla založena roku 1842

Místní část Marysin byla založena českými protestanty, kteří sem uprchli před pronásledováním.
V roce 1947 zde byla založena tzv. kominforma, společenství komunistických stran Evropy vedené Moskvou.

## Partnerská města
- Bad Harzburg, Německo
- Harrachov, Česko
- Kazimierz Dolny, Polsko
- Kořenov, Česko
- Worpswede, Německo